# Thorectes brullei
Thorectes brullei es una especie de coleóptero de la familia Geotrupidae. La especie fue descrita científicamente por Henri Jekel en 1866.

## Subespecies
- Thorectes brullei africanus (Baraud, 1965)

= Geotrupes africanus Baraud, 1965
- Thorectes brullei anatolicus (Jekel, 1866)

= Geotrupes anatolicus Jekel, 1866
- Thorectes brullei brullei (Jekel, 1866)

= Geotrupes brullei Jekel, 1866
= Geotrupes brullei hemisphaericus Brullé, 1832
= Geotrupes brullei laevigatus Reitter, 1893
- Thorectes brullei creticus (Fairmaire, 1876)

= Geotrupes creticus Fairmaire, 1876
- Thorectes brullei syriacus (Jekel, 1866)

= Geotrupes syriacus Jekel, 1866

## Distribución geográfica
Thorectes brullei africanus habita en la costa mediterránea del norte de África, Thorectes brullei anatolicus en Rodas y la costa egea de Turquía, Thorectes brullei brullei en Sicilia y Cerdeña, Thorectes brullei creticus en la isla de Creta y Thorectes brullei syriacus en Siria, Israel y Jordania.